# Adenocalymma peregrinum
Adenocalymma peregrinum là một loài thực vật có hoa trong họ Chùm ớt. Loài này được (Miers) L.G.Lohmann mô tả khoa học đầu tiên năm 2010.